# Termitomyces aurantiacus
Termitomyces aurantiacus är en svampart som först beskrevs av Roger Heim, och fick sitt nu gällande namn av Roger Heim 1977. Termitomyces aurantiacus ingår i släktet Termitomyces och familjen Lyophyllaceae.   Inga underarter finns listade i Catalogue of Life.